# Богородичное
Богоро́дичное (укр. Богородичне) — село в Святогорской городской общине Краматорского района Донецкой области Украины. Почти уничтожено в боях при вторжении России на Украину.

## Общие сведения
Население по переписи 2001 года составляло 794 человека. Почтовый индекс — 84136. Телефонный код — 626.

## Географическое положение
Село расположено на правом берегу реки Северский Донец, на северном склоне Донецкого кряжа на территории национального парка «Святые Горы». Через село проходит автодорога Славянск — Святогорск. Расстояние до Святогорска — 4,7 км.

## История

### Заселение края
Первые следы присутствия человека в этой местности представлены материалами каменного века из археологических раскопок. Затем прилегающие территории непрерывно или с незначительными перерывами заселялись в энеолите, бронзовом веке, в античное время, на стыке древности и средневековья (пеньковская культура), в хазарский период, во время классического средневековья и, наконец, в 17-м веке.
На территориях, примыкающих к среднему течению Северского Донца, последовательно жили киммерийцы, скифы, сарматы, аланы, готы, гунны, хазары, печенеги, половцы. Славянские поселения появились в 6-м веке н. э. С середины 10-го века начинается борьба за левобережье Днепра. В 964—965 гг. Киевский князь Святослав осуществил успешный поход против хазар и практически уничтожил Хазарский каганат. История края в 16—17 вв. отдельная глава в летописи заселения Слобожанщины. В начале 16 века для защиты русских земель Московское государство на своих окраинах устанавливает сторожи, призванные преградить путь нашествиям кочевников. Один такой погранично-сторожевой пункт («Святогорская сторожа») был устроен на правом берегу в одном километре от современного моста по течению реки. Начиная с конца 16-го века, на месте уже упомянутого моста оформилась переправа через Северский Донец, являвшаяся частью стратегической «посольской» дороги из Москвы в татарскую степь («крымская» сторона Донца) и далее в Крым. В окрестностях села найдено несколько изделий, определённо относящихся к этому времени. В 17-м веке переправу обслуживали монахи Святогорской пустыни, иногда небольшие казачьи отряды близлежащих посёлков, бравшие за труды умеренную плату. Между общинами существовала конкуренция за право обслуживать посольскую дорогу, хотя это считалось традиционным источником дохода Святогорского монастыря. Переправа и монастырь являлись центром притяжения в одинаковой степени как для оседлого населения, так и для т. н. «служилых людей» и социально-неустойчивых элементов, граница между которыми в то время была очень подвижной и относительной. Именно здесь в Теплинском урочище устраивали свои становища «лихие людишки». Неспроста в среде купцов и чумаков того времени бродила довольно красноречивая поговорка: «Савур-Могила й Теплинський ліс де чумаків бере біс». О присутствии в районе с. Богородичное военизированного поселения в 17—19 вв. свидетельствует весьма любопытный документ-рассказ монаха Святогорского монастыря, уроженца с. Богородичное, записанный в 1850 г.: «И теперь повыше села Богородичное есть урочища, где жили гайдамаки: одно называется Государев Яр, другое — Погрибивский и третье — Городище. Государев Яр получил своё название оттого, что там закопана государева казна. Вёз, говорят, чумак государю с линии деньги на двух парах, а тогда дороги на Голую долину не было, а шёл он через Теплинский лес. Вот гайдамаки и перехватили того чумака и завели в яр, выкопали яму и вывернули туда все деньги, возами затоптали, а чумака отпустили. С тех пор пошло название Государев Яр. А Погрибивский Яр получил своё имя от гайдамацких погребов; там где они жили, есть и до сих пор пещеры. Городище обнесено кругом валом и окопано канавой, а по средине площадка- там именно вся их братия жила».

### Возникновение оседлого поселения
Значение Святогорской обители для государственных целей в 17 веке было незаменимым для целей дальнейшей колонизации Слободской Украины. Царь был очень доволен фактом существования русского монастыря, который, владея землями, привлекал к себе новых поселенцев. В царской грамоте 1704 г. земли Святогорской обители определены в границах вдоль Северского Донца от устья реки Студенецкий колодязь до устья реки Чёрный Жеребец «лесами и сенными покосы и всякими угодьи владели Святогорскаго монастыря старцы по даче». В 1704 году Святогорский монастырь с его имениями указом Петра I был приписан Азовскому Предтечеву монастырю и прошение монастыря об образовании селения было подписано азовским губернатором генерал-адмиралом графом Ф. М. Апраксиным. Народное предание сохранило рассказ о том, что на поверхности воды одного из сельских колодцев была чудесно обретена икона Божией Матери «Всех скорбящих радосте», с этого времени селение носит имя Богородичное. Первое и трагическое испытание Богородичному принесла эпидемия чумы, занесенная с юга в 1718 году. В Святогорском синодике об этом записано так: «…мор большой начался, сначала в Бахмуте и Торе, потом в Изюме и окрестных градах и лесах». В 1738 году чума появилась снова, в 1739 — третий раз в этих местах и уничтожила больше половины населения. Об этом же свидетельствуют архивные документы. По ревизии 1732 года показано в имениях Святогорского монастыря : «в Студенке 124 д.м (душ мужских) и при храме школа, в Богородичном 63 д. м.». После чумы началось новое заселение местности. Первыми поселенцами села были крестьяне Сорока, Гнилицкий, Гончар, Невара, Бидевка. Это отложило свой отпечаток на названия частей села: Сорокивка, Гнилицывка, Гончаривка, позже появились Передёривка (передворнуть — перевалить — через гору), Неваривка и Бухтя (изменённое Бзята). Дальнейшая судьба Богородичного была предопределена реформами Петра I и его преемников. В декабре 1788 г. Святогорский монастырь был закрыт. Ещё ранее имения и прочее имущество были изъяты и переданы в ведение государственной Коллегии экономии. Бывшие монастырские крестьяне с. Богородичное получили земли, которые они раньше обрабатывали для монастыря. Они освобождались от оброка в пользу церкви и облагались казённым оброком в размере полутора рублей с души, как государственные крестьяне. Были изданы постановления, усиливающие помещичью власть. Им предоставлялось право ссылать крестьян «за предерзостное состояние» на каторгу (1765 г.). Крепостным людям было запрещено подавать жалобы на господ под страхом наказания кнутом и ссылки на вечную каторгу (указ от 22 августа 1767 г.).

### Исторический быт
Устройство быта богородичан было чисто украинским. Материалом для постройки хаты были дерево, гонт (кровельные дощечки), камыш и солома. Это либо рубленые из брёвен, либо мазанки из хвороста, обмазанные изнутри и снаружи глиной. В хате просторные сени, пол также глиняный. У крестьян, кто побогаче, печь обложена кафелем. Характерной чертой для большинства было пристрастие к чистоте и, в первую очередь, в хате. Хату белили по субботам и к большим праздникам, летом также снаружи. Окон из стекла в хате не менее трёх. Обычными предметами внутреннего убранства были образа, лавки, домотканые коврики, одеяла, рушники. В углу под образами обычно стоял узкий и длинный чисто вымытый стол, покрытый холстиной. Обычная хата имела две половины: одна для хозяина с семейством, а вторая с галереей — для гостей. Жители села прошлых веков питались неплохо. Редко у кого не было каравая, испеченного из хорошо просеянной ржаной муки. Еду варили дважды в день — утром и вечером. Варили борщ из свеклы с капустой, с пшённой затиркой, с квасом и салом. Вечером обычно к столу подавались гречневые или пшеничные вареники с сыром, гречневые галушки с салом, густая пшённая каша с салом или маслом. Летом готовили холодец. Сад, огород и бахча были у каждого. Содержалось много рогатого скота, волов и рабочих лошадей.

### Трудовая деятельность
Земледелие. Сеяли больше ярового, чем озимого хлеба, так как в бесснежные зимы посевы вымерзали. Землю пахали плугом на волах, запряженных от 2-х до 4 пар. Землю берегли и соблюдали севооборот: на новых высоких землях сеяли просо или анис, далее яровую пшеницу, на третий год сеяли овёс, потом рожь и несколько лет поле « отдыхало». Скошенный хлеб или оставляли на поле в копнах, или сразу отвозили в село. Снопы молотили на токах. Средний урожай озимой ржи — сам 7, озимой пшеницы — сам 5, овса — 9, ячменя — 7, яровой пшеницы — 4, проса — 10, гречки — 7, мака — 20, аниса — 10 (сам — в сочетании с порядковым числительным образует сложное прилагательное, которое означает, во сколько раз больше того, что, например, посеяно, было получено. Так, сам 7 — всемеро) За помол мельникам платили 1/10 часть зерном. Хранили урожай в сухих ямах с соломой. На продажу отдавался в основном яровой хлеб. Скотоводство, второй по значимости вид сельхозработ, поставленный как промысел, от которого также была большая польза. Строили сараи и загоны для скотины, её лечили, кормили и поили, заготовляли сено и другой корм. Как промысел, были распространены садоводство, пчеловодство и винокурение. Не имеющие своей земли ходили на заработки в другую местность. Отдельно следует упомянуть в Богородичном гутный промысел: « По ревизии 1732 года .., при стеклянном заводе 29 душ муж». По состоянию на 1795 г. в слободе Богородичной было земли: 600 десятин под усадьбами, 9360 под пашней, 2000 под сенокосами и 10000 — лес, сады и виноградники. Также 2 мельницы с 6-ю поставами (мельничный постав — водяное колесо и мукомольный агрегат). В окрестностях села археологами найдены многочисленные свидетельства железоплавильного производства.

### Просвещение
Первая церковно-приходская школа была открыта в 1880 году. По официальным спискам учебных заведений Харьковской губернии за 1914 год в Богородичанской волости имелось шесть церковных народных училищ, в том числе и в Богородичном. На практике это были одноклассные трёхгодичные начальные школы, и одно светское Богородичанское училище, располагавшиеся в жилых помещениях, наполовину занятых учителями и братией. Средних учебных заведений в Богородичанской волости открыто не было. В 1900 году в Богородичанском народном училище была открыта библиотека, при ней в 1912 году работала читальня, получавшая сельскохозяйственный журнал «Хлебороб». В школе за длинными столами сидели все три класса: в первом те, что учили букварь, во втором учили часослов и в третьем — псалтырь. 2-й и 3-й классы учились писать. Нередкостью среди школьников были и взрослые. В 3-м классе набирали желающих обучаться церковному пению. В школе было очень шумно, так как каждый читал или пел своё. Одной из проблем была посещаемость. В крестьянских хозяйствах практически все члены семьи, включая детей, были заняты на сельхозработах. Поэтому учебный год начинался 1 октября, а прекращалась учёба в апреле с наступлением периода весенних работ в хозяйствах. Кроме того, существовали и длительные каникулы — на Рождество и Пасху. В период зимних холодов серьёзной причиной не посещать школу становилось отсутствие тёплой одежды и обуви. Всё это способствовало отсеву учащихся, который достигал 8—12 %. Но главной причиной, по которой многие не могли завершить учёбу, было то, что родители забирали детей из школы с целью передачи их внаём или для обучения какому-либо ремеслу. В отчётах народных инспекторов успехи учащихся отмечались как ниже средних: в огромном большинстве дети читали неудовлетворительно, слабее всех предметов был Закон Божий. Письменные упражнения по русскому языку не шли дальше списывания из книг и диктовки и редко оказывались удовлетворительными. При советской власти в 1930 году сельская школа преобразована в семилетку, а в 1939-м — в среднюю.

### Владельцы
В конце 1790 г. монастырские земли и в том числе Богородичное императрица Екатерина ІІ подарила светлейшему князю Григорию Потёмкину-Таврическому. По ведомости Изюмского уезда за 1797 г, в селе проживало 777 жителей, в том числе 391 мужского пола.
Барон В. В. Энгельгардт (1791—1828 гг.) имел репутацию рачительного хозяина, содержал в порядке свои имения, которые приносили немалый доход: увеличил пашню и сенокосы, сохранил лесные угодья, поставил несколько мельниц и винокурень. Всячески способствовал налаживанию крестьянских хозяйств, строго пресекал пьянство и воровство. Такие методы способствовали развитию торговли и расширению Успенской ярмарки (28 августа). Княгиня Т. В. Юсупова (1828—1841). Считалась знатоком в финансовых вопросах, продолжила традиции рачительного управления, унаследованные от брата.
Действительный тайный советник и предводитель Петербургского дворянства А. М. Потёмкин (1841—1861).
Этот период владения отмечен выделением значительных денежных средств и земли в пользу возобновления Святогорского монастыря.
После выхода Манифеста об отмене крепостного права (1861 г.), в имении была проведена реформа по освобождению крестьян. Они наделялись участками земли в личное пользование с выплатой оброка и отработочных дней в имении помещика (по 2 десятины 1,2 кв. сажени на душу). За это причиталось уплатить оброк в сумме 6 рублей 49 коп в год. Также оговаривались условия для рыбной ловли в реке и охоты. Допуск оформлялся в имении с разрешения владельца.
Граф Г. И. Рибопьер (1872—1917). В истории местечка Святогорск (группа селений от Пришиба до Студенка), отметился в 1905 г. подавлением столкновения крестьян с нанятыми для охраны поместья черкесами. В результате 6 человек было убито, множество ранено. 70 человек арестованы. Причиной протестов были жёсткие правила пользования природными ресурсами, принадлежащими графу, а также наказания — штрафы за их нарушения.

### Население
«В селе Богородичном число прихожан: в 1790 году 465 муж., 415 жен.; в 1810 году 822 муж., 850 жен.; в 1830 году 1259 муж., 1479 жен.; в 1850 году 1396 муж., 1482 жен. душ». По состоянию на 1864 г. зарегистрировано 245 дворов, 704 лица мужского пола и 746 — женского. В справочнике Богородичное отмечено, как владельческая слобода. По данным первой Всеобщей переписи населения Российской империи 1897 г в с. Богородичное проживало 2050 жителей.
В начале 20 века Богородичное в научном издании показано следующим образом: «…на правом берегу Сев. Донца волостное село Богородичное, имеющее жителей около 3 1/2 тысяч человек; в селе несколько лавок, еженедельные базары и 2 ярмарки». В Справочнике Харьковской епархии: "Скорбященская церковь, построенная в 1847 г. на средства действ. тайн. совет. Александра Потёмкина…Прихожан 1528 муж. пол, 1312 жен. пол… Воскресная и 2 церк.приход.школы. Священник Василий Фёдоров, церковный староста Назарий Будняк.

### Село после 1917 года
Смена власти в октябре 1917 года для жителей Славянского уезда и Богородичанской волости произошла мирным путём: всего в Славянске было 3 власти — Временное правительство, Советы и Центральная Рада. В результате через выборы победили большевики. Это произошло 02 октября (ст. стиль) 1917 года, то есть на 3 недели раньше победы большевиков в Петрограде. Первым председателем Богородичанского сельского совета был избран большевик Шалашный Р. П. В 1918 году в селе был организован комбед (комитет бедноты). Его председателем был избран Курченко Р. Ф. Крупные земельные владения графа Рибопьера, богатых крестьян Финченко и Тонконоженко, были разделены между малоземельными и безземельными крестьянами. Каждый получил от 10 до 30 десятин в зависимости от количества членов семьи. По итогам Брестского мира (март 1918 г.), с мая и вплоть до аннулирования условий мира в ноябре 1918 г., территория была оккупирована немецкой армией, что вызвало создание повстанческих вооруженных отрядов. В Богородичном ревком (революционный комитет) возглавил Вербицкий А. С. После ухода немцев для нейтрализации сильного влияния большевиков генерал Краснов выдвинул сюда части 2-й и 3-й Донских дивизий. Началась гражданская война. Сопротивление Добровольческой армии, а также различным бандформированиям организовал житель села Шалашный К. П. Позже часть отряда ушла в партизанский отряд М. И. Карнаухова и РККА. В декабре 1919 г. части Красной армии освободили село Богородичное от частей Добровольческой армии, однако борьба с бандой Савонова ещё продолжалась некоторое время. Итог Первой Мировой и Гражданской войн для хозяйства оказался катастрофическим: сокращение посевных площадей и голод населения. Председатель Богородичанской волости докладывал « …в Богородичном зарегистрировано голодающих 246 душ, из них до 16 лет 154 души».

### Коллективизация
Подъём хозяйства в селе начался с создания кредитного товарищества крестьян-единоличников. С укреплением Советской власти в 1930 году богородичане объединились в сельскохозяйственную артель имени Петровского. Колхоз имел 3005 гектаров земли, из них 1670 пахотной. В селе были построены колхозная контора, клуб, детские ясли, открыта школа на 480 учащихся, была образована комсомольская организация и её первым комсомольцем был учитель школы Трощенко Г. Д. По состоянию на 1934 год партийная группа коммунистов села составляла 8 чел. В предвоенные годы в селе было 840 дворов, проживало 3 тысячи человек.

### Село в период Великой Отечественной войны
С началом Великой Отечественной войны жители села были заняты сооружением переправы через Северский Донец и устройством защитной дамбы на лугу возле села. В Богородичном был размещён штаб 9-й армии, на обороне села стояли бойцы 34-й особой кавалерийской дивизии под командованием А. А. Гречко. Вместе с отступающими войсками эвакуировался и колхоз, основное имущество переправили за Северский Донец, зерно и пчелиные ульи раздали по дворам.

#### Оккупация села в 1941—1943 гг.
— 15 октября 1941 г. село занято фашистами. В один из зимних дней оккупанты приступили к карательным акциям: собрали коммунистов и комсомольцев, вывезли в село Долина и расстреляли. Под расстрел попали также «сочувствующие» и евреи. Особенно боялись немцы партизан из отряда М. И. Карнаухова, базировавшегося в окрестных лесах, при любом подозрении человек сразу уничтожался. Всего расстреляно 40 жителей.

— Декабрь 1941 г.: село освобождено Красной армией.

— 17 мая 1942 г. село занято фашистами с большими потерями для Красной армии. Авиация быстро разрушила мост через Донец, на реке был очень большой разлив, переправлявшихся постоянно обстреливали самолёты. Много людей утонуло, на берегу было брошено много техники и военного имущества.

— 2 февраля 1943 г. село освобождено Красной армией.

— 3 марта 1943 г. село вновь занято фашистами, почти все жилые дома сожжены, всем жителям приказано эвакуироваться на запад.

— 5 сентября 1943 г. окончательное освобождение села Богородичное. Войска Юго-Западного фронта под командованием генерала Р. Я. Малиновского перешли в наступление, форсировали Донец, продвинулись на юго-запад, угрожая окружением вражеских войск, дислоцированных в Донбассе.

В конце августа 1943 года части 230 и 79-й гвардейской стрелковых дивизий форсировали Донец и развернули тяжёлые бои в районе сёл Пришиб, Татьяновки и Богородичного. На территории села есть 2 братские могилы, где упокоились 1507 воинов Красной армии и 41 воин на школьной территории. Фамилии 52-х захороненных не установлены. На гражданском кладбище есть братская могила 3-х членов подпольной группы сопротивления оккупантам. На фронтах войны погибли или пропали без вести 62 жителя села. Фашистская оккупация и боевые действия нанесли большой вред селу: осталось 14 полуразрушенных хат, разбиты все колхозные постройки, магазин, клуб, школа, уничтожен или вывезен в Германию весь сельскохозяйственный инвентарь.

### Восстановление хозяйства
Темпы восстановления села и колхозного хозяйства были таковы, что в 1951 году колхоз по всем видам животноводства выполнил трёхлетний план. В 1958 году колхоз имени Петровского объединился с колхозом имени Ленина Долинского сельсовета и село Богородичное стало третьей комплексной бригадой колхоза имени Ленина. В бригаде имелось 3005 гектаров земли, в том числе пашни 1670 га, 42 гектара старого и 25 га — нового сада, 7 тракторов, 6 автомашин, необходимое количество сельскохозяйственной техники, лесные угодья. Построен клуб, работал фельдшерско-акушерский пункт. В школе-восьмилетке обучалось 150 детей колхозников и заканчивалось строительство новой на 320 мест. В 1958 г в Богородичном проживало 2183 человека.

### 1991—2022
Колхоз им. Ленина прекратил существование в 1990-х годах вследствие распада СССР и последовавшего внедрения элементов рыночной экономики. Земля и неземельные средства производства были разделены на индивидуальные паи в равных долях среди членов колхоза и пенсионеров. Хозяйство было перерегистрировано в ООО «Богородичанский», которое самоликвидировалось в 2000-м году. По состоянию на 2013 г. в селе Богородичное зарегистрированы 4 частных торговых предприятия, распаёванные земли и производственные помещения арендуются фермерскими хозяйствами, расположенными в других населённых пунктах. Работоспособное население занято в сфере обслуживания, торговли и медучреждений в близлежащих городах Святогорск и Славянск, в строительстве жилья и случайных заработках. Хорошая экологическая обстановка привлекает в село много богатых граждан, которые владеют множеством земельных участков с комфортабельными дачами и проживают тут в тёплое время года. На 2013 год в селе зарегистрирован 741 человек, проживающих в 545 домохозяйствах. В школе-девятилетке обучается 130 школьников (2015 г.).

### Вторжение России
После вторжения России на Украину в селе и его окрестностях шли бои, во время которых оно переходило из рук в руки 14 раз. Почти все здания и инфраструктура были уничтожены, а многие дороги в селе и его окрестности — заминированы. Из 800 человек, живших в селе до войны, по состоянию на март 2023 года в нём остались семеро. Недавно построенный храм Богородицы был почти полностью разрушен.

## Религия
Вместе возобновлением в 1992 году Свято-Успенского Святогорского монастыря (и в 2004 г. обретением статуса Лавры) в г. Святогорске, в селе Богородичное в 2005 г. освящён храм иконы Божией Матери «Всех Скорбящих радосте», который преобразован в Богородичный женский скит Святогорской Лавры. Местная школа стала объектом попечения обители, с 2010 г. здесь организована православная школа. Уроки проводятся по субботам и длятся 2 часа. Учащиеся в школе по возрасту от 4-х до 14 лет. Дети изучают Закон Божий, основы православной жизни, рукодельничают и ходят на экскурсии. По состоянию на 2015 год скит принял к себе 124 беженца из районов боевых действий на территории Донецкой области. В 2022 году скит был значительно повреждён. Разрушениям подверглась верхняя часть часовни в честь великого князя Александра Невского, разрушена главка. Вслед за Всехсвятским скитом оказался практически полностью разрушенным скит в честь иконы Божией Матери «Всех скорбящих Радость» с двумя храмами и зданиями капитальной постройки. Большая их часть ремонту не подлежит.

## Достопримечательности
Село находится в так называемой «Донецкой Швейцарии» — живописном месте Святогорья. Река Северский Донец, покрытые лиственным лесом холмы правого берега и сосновые леса левобережья создают уникальный микроклимат. На окраине села начинается тропа «Донецкий терренкур», соперничающая по живописности мест с терренкурами Пятигорска. Протяжённость тропы — около 4 км, она заканчивается у подножия Лысой Горы.
В 1981 году в селе был установлен памятник «Скорбящая мать» работы Леонида Артёмовича Бриня. Монумент имеет высоту 4,5 метра и выполнен из гранитной крошки и железобетона.

## Фотогалерея
- Панорама села
- Центральная часть села
- Братская могила
- Братская могила для 41 воина Красной армии во дворе школы
- Скит иконы Божией Матери Всех скорбящих радосте
- Река Северский Донец и сельский пляж
- Общий вид села с высоты птичьего полёта

## Местная власть
84130, Донецкая область, Краматорский район, г. Святогорск, ул. Владимира Сосюры, 8.